# 18 Bootis
18 Bootis, som är stjärnans Flamsteed-beteckning, är en ensam stjärna i den sydvästra delen av stjärnbilden Björnvaktaren. Den har en skenbar magnitud på ca 5,41 och är svagt synlig för blotta ögat där ljusföroreningar ej förekommer. Baserat på parallaxmätning inom Hipparcosuppdraget på ca 38,1 mas, beräknas den befinna sig på ett avstånd på ca 85 ljusår (ca 26 parsek) från solen. Stjärnan misstänks ingå i Ursa Major Moving Group, baserat på hastighetskriterier. Den har en optisk följeslagare med en magnitud av 10,84 separerad med 163,7 bågsekunder vid en positionsvinkel på 219°, år 2010. 

## Egenskaper
18 Bootis är en gul till vit stjärna i huvudserien av spektralklass F3 V. Äldre undersökningar angav spektralklass F5 IV,  som visar ljusstyrkan för en underjättestjärna. Det visar starka bevis för kortvarig kromosfärisk variation, även om den inte är optiskt variabel. Den har en massa som är ca 1,3 gånger solens massa, en radie som är ca 1,4 gånger större än solens och utsänder ca 4 gånger mera energi än solen från dess fotosfär vid en effektiv temperatur på ca 4 800 K.
Ett överskott av infraröd strålning har observerats, vilket antyder att en kall stoftskiva med en svartkroppstemperatur på 65 K kretsar på ett avstånd av 34,9 AE från värdstjärnan.